# 馮紹峰
馮紹峰（英語：William Feng Shaofeng，1978年10月7日—），本名馮威，中國大陸影視男演員，畢業于上海戲劇學院。2011年參演于正的古裝偶像劇《宮锁心玉》成名。

## 演藝生涯

### 家庭與學業背景
從小受到愛好文藝的母親影響，馮紹峰小時候參加課外兒童藝術團體，學小提琴、參加話劇/演講等比賽。1982年，4歲的馮紹峰參加數千人的演講比賽，拿到一等獎，開啟了他的藝術之路。高三那年，在母親的鼓勵下，報考了上海戲劇學院表演系，以第二名的成績保送錄取。

### 早年電視劇
馮紹峰2001年自上海戲劇學院畢業後，同年在電視連續劇《愛情密碼》中擔任男主角，亦以《男才女貌》（2003年）、《風雲II》的配角嶄露頭角。馮紹峰也通曉粵語，曾參演香港無綫電視的電視劇，如2006年《爭霸》飾演太子友和《歲月風雲》飾演華振民，因此為香港觀眾所熟悉。 
早年作品多為富家公子的形象。如2008年於央視八套電視劇《女人花》（2007年拍攝）中飾演革命青年吳雨聲，頗受矚目。2008年與劉雪華、安以軒一同擔綱的《芸娘》為2007到2018年間中國省級衛視電視劇收視率季軍，奠定深情少爺形象。2010年，再與安以軒合作演出于正編劇的《鎖清秋》。另外，他亦在《一生為奴》、《美人心计》等剧中客串演出，轉換不同人設，逐漸累積演技實力。馮紹峰曾在參演《玫瑰江湖》期間車禍重傷，腦出血、斷了兩根肋骨、耳朵裂開，且陷入昏迷，據製作人于正回憶，馮紹峰甦醒後看見他的第一句話是「不要把我换掉，我会好起来的」。

### 轉攻電影
2011年，馮紹峰與女星楊冪合作《宮》而走紅，他演繹天真霸道的「八阿哥」而人气飙升知名度大增，宮為當年度收視冠軍，迄今名列2007年到2018年的中國省級衛視電視劇收視率前十。同年獲李仁港导演破格拔擢在史詩古裝片《鸿门宴》中饰演氣拔山河的西楚霸王项羽，霸氣的造型突破文弱書生的螢幕形象，轉型迅速向大銀幕發展。2012年相继參演華誼電影製作的《画皮2》、《太极系列》，因此結識監制陳國富導演，「我觉得老师可以把我逼到一个几乎完全被榨干的地步」從此拜師向他學習電影表演。
2013年，冯绍峰與女演員林依晨合作两岸合拍古装偶像剧《蘭陵王》，饰演傳奇性歷史人物蘭陵王高長恭，並擔任监制，該劇在中國四大省級衛星電視頻道同步播出，並在台灣造成轟動，迄今保持中國電視劇在台播出收視紀錄。同年，在鬼才導演徐克執導的懸疑動作電影《狄仁杰之神都龙王》中無任何武打基礎的他挑戰高難度的武打及水下演出，其武打佔全片百分之八十。饰演暴躁易怒而武功高強的大理寺卿「尉遲真金」，與主角狄仁傑針鋒相對，激發次文化的創作熱潮，亦成為他個人代表角色之一。

### 文藝戲路
除了商業類型片外，馮紹峰亦喜愛文藝題材，2012年与范冰冰聯袂主演的心理驚悚片《二次曝光》角色神秘，在票房和口碑上均取得滿意的結果。2013年，由李蔚然執導，馮紹峰與時任女友倪妮合作都會愛情電影《我想和你好好的》，劇情深入刻畫當代青年的感情生活，但電影口碑兩極。

2014年，領銜演出其好友、作家韩寒首度轉型導演的公路電影《后会无期》，馮紹峰的角色是悲喜交錯的平凡小人物馬浩漢，拍攝時一度因為「對馬浩漢這個角色找不到方向」太過抑鬱而逃離片場。電影深得中國青年的共鳴，馮紹峰被網友暱稱為「搬磚民工」的落魄造型亦成為焦點，在票房上並取得近6.3億收入，位列當年度中國國產片票房第五，此外，後會無期入圍金球獎最佳外語片初選名單。同年，由大導演许鞍华執導的傳記片《黄金时代》上映，電影以布來希特戲劇的間離手法呈現知名作家蕭紅的多舛生涯，馮紹峰出演令蕭紅愛恨交加、頗具爭議性的左翼作家蕭軍，因真人與真實歷史上的蕭軍外型迥異，引發質疑，但馮紹峰情緒到位的演繹仍贏得導演「靈魂附體」的評價。黃金時代提名金雞獎及金馬獎等多個獎項，並斬獲香港電影金像獎最佳影片等榮譽。2015年，馮紹峰擔綱中影出品的中法合拍片《狼图腾》，狼圖騰改編自姜戎的暢銷海內外的同名小說《狼圖騰》，由擅長拍攝動物與人文主義題材的法國導演尚-賈克·阿諾執導，馮紹峰飾演文革期間下鄉的知青，因飼養野生狼崽重新領悟人與自然的平衡之道，拍攝期間在內蒙古與真狼相處近十個月。電影在2015年的春節檔期，意外以不俗口碑逆襲拿下近七億的票房成績，也是近年在歐洲市場反應最佳的華語片之一，法國觀影人次达到121.6万，超越《花样年华》位列华语片在法国歷史排名第六位。狼圖騰並獲得第三十屆金雞獎最佳故事片，馮紹峰因此片演出榮膺第三十三屆大眾電影百花獎最佳男主角。

### 奇幻類型
此後，馮紹峰一改之前的文藝路線，多參演具有奇幻元素的商業製作。2016年，他在郑保瑞执导的魔幻动作片《西游记之孙悟空三打白骨精》中饰演家喻戶曉的唐僧一角，與飾演孫悟空的天王巨星郭富城、及飾演白骨精的國際影后鞏俐有不少對手戲。拍攝剛開機時他就因為墜馬被碾壓而腿骨斷裂，需要休息兩個月，為不拖延劇組進度，只休養15天便重新開工。三打白骨精上映後一掃前作《西遊記之大鬧天宮》高票房卻低口碑的窘境，獲得不少影評稱讚 ，並在春節檔收穫12億票房，為當年度中國國產電影票房亞軍。馮紹峰演出改編自郭敬明原著的同名電視劇《幻城》，演出悲劇色彩濃厚的冰雪王國王子卡索，其西化、近似北歐神話精靈的白髮造型雖引起話題，但劇集口碑反應普遍不佳，收視平平。2017年，主演魔幻愛情電視劇《那片星空那片海》，演出壽命千年、喜怒不形於色的鮫人王吳居藍。在台灣澎湖拍攝時，馮紹峰曾意外胸椎骨折，為不耽誤進度，在醫生要求休息三到四個月下，僅停工一週就開工。為求還原角色形銷骨立、弱不禁风的形象，馮紹峰在受傷後刻意節食消瘦，並堅持水下實拍。
馮紹峰曾多次採訪中表示，自己熱愛嘗試新鮮的角色，2017年底開始，他多展現喜感逗趣的一面，於奇幻喜劇電影《二代妖精之今生有幸》，馮紹峰扭轉自己前兩年建立的溫文形象，演出身負巨債、性格膽小懦弱但本性善良的上海小男人袁帥，與生活在現代社會的妖精互動產生眾多笑料。2018年初，與郭富城、小沈陽、羅仲謙，原班人馬演出西遊記系列的第三部《西遊記·女兒國》，雖師徒四人的喜劇默契更甚，但票房和口碑均不如上一部《西遊記之孫悟空三打白骨精》，評論界多認為唐僧與女兒國王的愛情戲份缺乏說服力，僅其高僧形象獲得「可信」的評價。在电影《狄仁杰之神都龙王》續作电影《狄仁傑之四大天王》中，他二度飾演尉遲真金，刻意改變前作较自然的表演方法，以「動漫人物混合京劇武生式」的方法，透過形體帶動表演，雖招致對其誇張、「瞪眼」的批評，但他認為這更貼近徐克導演想要的人物初衷。

## 個人生活

### 家庭狀況
- 馮紹峰早年和媽媽一起參加訪問節目時的資料，馮媽媽曾在節目中評價自己兒子有三大優點，第一是「長得美」、第二是「才華出眾」、第三是「乖」。自出道以來，長期被傳為外界一直傳言馮紹峰是個富二代，因剛剛出道時就開著奧迪，住著400多萬的豪宅，而據說馮紹峰父親馮月平是位紡織業巨頭，家族業務遍布沿海身家近10億，馮月平名下有5家企業，北京4家，上海1家。其中，註冊在上海的是上海銀盾紡織科技有限公司，從事防輻射服加工、生產等，但他多次曾在不同场合澄清自己來自一般家庭 [56][57]。

### 戀情
- 2012年5月24日，在個人微博公開與女演員倪妮的戀情[58]，2015年5月17日，冯绍峰的经纪人梁女士宣布两人已分手[59]。此後，馮紹峰即表示不再會對私人生活作任何回應[60][61]。
- 2016年2月，馮紹峰與19歲的中國女星林允被拍到穿著情侶裝十指緊扣逛遊樂園[62]。2017年年初，二人被曝已分手[63]。
- 2018年10月16日，在個人微博和趙麗穎同時曬愛合照及持證官宣結婚消息，日期及時間則為兩人的生日。[64]

### 婚姻
- 2018年起，馮紹峰與中國女演員趙麗穎因拍攝電影《西遊記女兒國》及電視劇《知否？知否？應是綠肥紅瘦》爆出緋聞，惟二人一直對熱戀中的傳聞避而不答。2018年10月16日，二人於趙麗穎生日當天同時在微博上公開承認戀情，並晒出结婚证，宣布结婚喜讯[65]。然而因流量過大導致新浪微博一度癱瘓。
- 2019年1月1日，馮紹峰在個人微博發文“知否知否，應是一家三口”，隨即趙麗穎轉發該條微博並配文“等候等候，恭迎2019”，二人正式宣布懷孕喜訊。[66][67]
- 2019年，冯绍峰发微博称赵丽颖已经顺利生子[68]。
- 2021年4月23日，赵丽颖與冯绍峰同时发布声明称：二人已决定和平分手，结束夫妻婚姻关系，未来将共同抚养陪伴孩子成长[69]。

### 事業
- 因為2016年以來出演的電視劇作品口碑不佳，輿論多歸咎與馮紹峰身為華誼浩瀚公司的股東之一、為完成公司的對賭，基於業績壓力而濫接片約有關。對此，馮紹峰回應是自己的選擇，樂於嘗試沒有演過的類型「很多东西也没经历过，也没有去演过。所以我觉得多一点尝试」[70]，會接受觀眾的差評再調整「演完，喜欢，我开心，有提意见不喜欢的，那我就再总结」[71]。

## 演出作品

### 电视剧
| 年份   | 剧名                 | 角色                    | 备注             |
| 1998年 | 星星串               | 文俊                    |                  |
| 1998年 | 东方小故事近代版     | 徐悲鸿                  |                  |
| 1998年 | 浦东歌谣             | 红卫兵                  |                  |
| 2000年 | 其实不想走           | 沈家驹                  |                  |
| 2000年 | 商城没有夜晚         | 白领                    |                  |
| 2001年 | 崛起（又名權力界）   | 李劲松                  |                  |
| 2001年 | 爱情密码             | 郝雷                    |                  |
| 2001年 | 老爸向前冲           | 陈明远                  |                  |
| 2002年 | 镜花水月             | 任伟健                  |                  |
| 2002年 | 男才女貌             | 尹杉                    |                  |
| 2003年 | 荆轲传奇             | 太子丹                  |                  |
| 2003年 | 初恋情人             | 方振文                  |                  |
| 2003年 | 无忧公主             | 正德帝                  |                  |
| 2004年 | 中华英雄             | 力千钧                  |                  |
| 2004年 | 一生为奴             | 荣禄                    |                  |
| 2004年 | 第一种危机           | 童刚                    |                  |
| 2004年 | 风云2                | 怀空                    |                  |
| 2005年 | 夜深沉               | 宋信生                  |                  |
| 2006年 | 非常女警之网络陷阱   | 韩越                    |                  |
| 2006年 | 天涯歌女             | 王若林                  |                  |
| 2006年 | 争霸传奇             | 太子友                  |                  |
| 2006年 | 龙门驿站             | 侯峰                    |                  |
| 2007年 | 歲月風雲             | 华振民                  |                  |
| 2007年 | 芸娘                 | 陆浩中                  |                  |
| 2007年 | 女人花               | 吴雨声                  |                  |
| 2008年 | 夫妻一场             | 秋犁                    |                  |
| 2008年 | 一千滴眼泪           | 孟少白                  |                  |
| 2008年 | 虎山行               | 荣宽                    |                  |
| 2009年 | 玫瑰江湖             | 岑野瞳                  |                  |
| 2009年 | 锁清秋               | 沈朝宗                  |                  |
| 2009年 | 钻石豪门             | 史俊超                  |                  |
| 2009年 | 天师钟馗之美丽传说   | 黄秉承                  |                  |
| 2009年 | 侬本多情             | 陈聪明                  |                  |
| 2009年 | 小城大爱             | 欧阳逸飞                |                  |
| 2009年 | 贤妻良母             | 小峰                    |                  |
| 2010年 | 美人心计             | 刘章                    |                  |
| 2010年 | 佳期如梦             | 孟和平                  |                  |
| 2011年 | 夏家三千金           | 郑云海                  | 客串             |
| 2011年 | 宫锁心玉             | 爱新觉罗·胤禩（八阿哥） |                  |
| 2011年 | 天涯赤子心           | 郑世贤                  |                  |
| 2011年 | 汶川故事             | 江峰                    | 客串             |
| 2011年 | 新西游记             | 二郎神                  |                  |
| 2011年 | 命运交响曲           | 刘辰熙                  |                  |
| 2011年 | 后宫                 | 杨永                    |                  |
| 2012年 | 宮鎖珠簾             | 爱新觉罗·胤禩           |                  |
| 2012年 | 虎符传奇             | 信陵君                  |                  |
| 2013年 | 兰陵王               | 高长恭 (兰陵王)         |                  |
| 2016年 | 幻城                 | 卡索                    |                  |
| 2017年 | 那片星空那片海       | 吳居藍                  |                  |
| 2017年 | 幻城凡世             | 馮索                    | 网剧             |
| 2017年 | 那片星空那片海第二季 | 吳居藍                  |                  |
| 2018年 | 知否知否應是綠肥紅瘦 | 顧廷燁                  |                  |
| 2020年 | 创业年代             | 邝铭筹                  |                  |
| 2020年 | 在一起               | 韩松                    | 單元《口罩》     |
| 2021年 | 理想照耀中国         | 施洋                    | 單元《劳工万岁》 |
| 2021年 | 致命愿望             | 那多                    | 网剧             |
| 2022年 | 心居                 | 施源                    |                  |
| 2022年 | 山河月明             | 朱棣                    | 2018年拍攝       |
| 2022年 | 星河长明             | 彧修明                  |                  |
| 2022年 | 破晓东方             | 荣毅仁                  |                  |
| 2023年 | 灼灼风流             | 刘衍                    | 网剧             |
| 2024年 | 上甘岭               | 莫远                    |                  |
| 2024年 | 婚内婚外             | 胡成                    |                  |
| 待播   | 阵地                 |                         |                  |
| 待播   | 独身女人             | 贝文祺                  |                  |
| 待播   | 醒来                 |                         |                  |
| 待播   | 大唐迷雾             | 狄仁杰                  | 网剧             |

### 电影
| 上映年分 | 片名                     | 角色         | 備註       |
| 1999年   | 为你疯狂                 | 保镖         |            |
| 2004年   | 新扎师姐3                | DAN          |            |
| 2006年   | 龙门驿站之嚎月           | 侯峰         |            |
| 2007年   | 每当变幻时               | 饼干佬       |            |
| 2010年   | 非诚勿扰2                | 宾客         | 客串       |
| 2011年   | 鸿门宴                   | 项羽         |            |
| 2012年   | 柳如是                   | 陈子龙       |            |
| 2012年   | 画皮2                    | 庞郎         |            |
| 2012年   | 太极1从零开始            | 陈栽秧       |            |
| 2012年   | 太极2英雄崛起            | 陈栽秧       |            |
| 2012年   | 二次曝光                 | 刘东         |            |
| 2013年   | 狄仁杰之神都龙王         | 尉迟真金     |            |
| 2013年   | 我想和你好好的           | 蒋亮亮       |            |
| 2014年   | 大寒桃花开               | 大寒         | 2004年拍攝 |
| 2014年   | 后会无期                 | 馬浩漢       |            |
| 2014年   | 天將雄師                 | 霍去病       | 客串       |
| 2014年   | 黃金時代                 | 蕭軍         |            |
| 2015年   | 狼图腾                   | 陈阵         |            |
| 2015年   | 新娘大作战               | 牧师         | 客串       |
| 2016年   | 西游记之孙悟空三打白骨精 | 唐僧         |            |
| 2016年   | 我的特工爷爷             | 胡醫生       | 客串       |
| 2016年   | 我最好朋友的婚礼         | 林然         |            |
| 2017年   | 二代妖精之今生有幸       | 袁帅         |            |
| 2018年   | 西游记之女儿国           | 唐僧         |            |
| 2018年   | 狄仁杰之四大天王         | 尉迟真金     |            |
| 2019年   | 飞驰人生                 | 日本漂移大师 | 客串       |
| 2021年   | 1921                     | 孙中山       |            |
| 2021年   | 中国医生                 | 尚正         |            |
| 2022年   | 四海                     | 李警官       |            |
| 2022年   | 青面修罗                 | 齊君元       | 網絡電影   |
| 2022年   | 平凡英雄                 | 林立         |            |
| 2023年   | 檢察風雲                 | 洪俊山       |            |
| 2023年   | 爱犬奇缘                 | 狗王陳       |            |
| 2024年   | 黄雀在后！               | 袁文山       |            |
| 2024年   | 穿过月亮的旅行           | 死刑犯       |            |
| 2024年   | 异人之下                 | 沈冲         |            |
| 2024年   | 金錢堡壘                 | 韓東川       |            |
| 2025年   | 封神第二部：战火西岐     | 太乙真人     |            |
| 待上映   | 試探                     | 丁伯阳       |            |
| 待上映   | 生死摆渡                 | 佟宇辉       |            |

### 配音
- 2012年 動畫《老夫子之小水虎傳奇》配音:秦先生
- 2012年 動畫 陸譯《穿靴子的貓》鞋貓劍客 配音:Humpty Alexander Dumpty靴貓
- 2019年 動畫 陸譯《愛寵大機密2》配音:阿麥（Max），傑克羅素㹴

### 活動节目
- 2007年 2006CCTV电视剧群英汇《今天你要嫁给我》 合作：陶虹
- 2009年 2008CCTV电视剧群英汇《天天都是艳阳天》
- 2011年 元宵喜乐会《屋顶》合作：杨幂
- 2011年 东方影视盛典《琉璃月》合作：杨幂
- 2011年《鸿门宴》发布会《深秋的黎明》
- 2011年 I DO武汉活动现场《红豆》
- 2012年 央视龙年春节晚会 《东西南北大拜年》合作：董卿、毕福剑、王珞丹、李咏、蔡卓妍、朱军、李谷一、撒贝宁、李思思
- 2012年 北京卫视春节晚会 《沧海一声笑》
- 2012年 北京卫视春节晚会 《男儿当自强》合作：陆毅、李晨
- 2016年 《幻城》幻城冰火盛典全程  《不該》
- 2018年 春满东方・2018东方卫视春节晚会[72]
- 2019年 湖南卫視跨年演唱会 《知否知否》

## 出版作品

### 著作
- . 長江文藝出版社. 2016年: 217頁. ISBN 978-753-549001-8. 紀錄15年演藝心路及表演心得

## 音樂作品

### 歌曲
- 2002年：月亮花 (《鏡花水月》主題曲)
- 2011年：单曲 《唯一的恋人》
- 2011年: 《楚歌》（《鴻門宴》插曲）
- 2012年:《失憶的美》 (《小城大愛》片尾曲)
- 2012年:《百年轮回》（《梦幻诛仙2》主题曲）
- 2018年：《女兒情》（《西游记·女儿国》宣傳曲）
- 2019年：《知否知否》（《知否知否應是綠肥紅瘦》片尾曲）

## 獲獎紀錄
2016年8月 第33屆 大眾電影百花獎最佳男主角獎-狼圖騰
2014年9月 第14屆北京大學生電影節最受矚目男演員-狄仁杰之神都龍王
2012年4月 第16屆華語榜中榜最佳新晉電影演員-鴻門宴
2012年3月 第2屆乐視影視盛典2011年度電影最受歡迎獎及2012年度最期待男演員-鴻門宴
2012年2月 第24屆哈爾濱冰雪電影節2011年度華語電影產業最具商業價值男新人獎及年度華語電影產業杰出表現獎-鴻門宴
2012年1月 精品時尚盛典年度電影旗幟人物-鴻門宴
2012年1月 年度微博最具影嚮力電視劇男演員-宮鎖心玉
2011年12月 申報港滙電影盛宴影視紅人獎-鴻門宴
2011年8月 2011乐視影視盛典亞太地區最具人氣獎-鴻門宴
2011年3月 乐視影視盛典電視劇年度最具人氣價值男演員-宮鎖心玉
2011年3月 第五屆 娛樂大典年度電視劇類飛躍男演員

## 外部連結
- 馮紹峰威然峰行台灣區的Facebook專頁（繁體中文）
- 馮紹峰的新浪微博
- 馮紹峰的新浪博客
- 馮紹峰在互联网电影资料库（IMDb）上的資料（英文）
- 在AllMovie上馮紹峰的頁面（英文）
- 馮紹峰在香港影庫上的簡介
- 馮紹峰在豆瓣上的资料（简体中文）
- 馮紹峰在时光网上的簡介（简体中文）